# Стагонолепидиды
Стагонолепидиды (лат. Stagonolepididae) — семейство (клада) вымерших архозавров из отряда этозавров (Aetosauria) и живших в позднетриасовой эпохе на территории Северной Африки и Европы, Северной Америки и Гренландии, Южной Америки.

## Классификация
По данным сайта Paleobiology Database, на сентябрь 2019 года к семейству относят следующие таксоны до рода включительно:
- Роды incertae sedis
  - Род Aetobarbakinoides Desojo et al., 2012 (1 вид)
  - Род Stegomus Marsh, 1896 (1 вид)
  - Род Typlothorax
- Подсемейство Aetosaurinae Heckert & Lucas, 2000
  - Род Aetosaurus Fraas, 1887 (1 вид)
  - Род Coahomasuchus Heckert & Lucas, 1999 (2 вида)
  - Род Stenomyti Small & Martz, 2013 (1 вид)
  - Клада Typothoracisinae Parker, 2007
    - Род Apachesuchus Spielmann & Lucas, 2012 (1 вид)
    - Род Redondasuchus Hunt & Lucas, 1991 (2 вида)
    - Род Typothorax Cope, 1875 (1 вид)
    - Триба Paratypothoracisini Parker, 2007
      - Род Paratypothorax Long & Ballew, 1985 (1 вид)
      - Род Rioarribasuchus Lucas et al., 2006 [syn. Heliocanthus Parker, 2007] (1 вид)
      - Род Tecovasuchus Martz & Small, 2006 (1 вид)
- Клада (подотряд) Desmatosuchia Case, 1920
  - Род Stagonolepis Agassiz, 1844 [syn. Ebrachosaurus Kuhn, 1936] (2 вида)
  - Подсемейство Desmatosuchinae Huene, 1942
    - Род Acaenasuchus Long & Murry, 1995 (1 вид)
    - Род Adamanasuchus Lucas et al., 2007 (1 вид)
    - Род Calyptosuchus Long & Ballew, 1985 [syn. Acompsosaurus Mehl, 1915] (1 вид)
    - Род Neoaetosauroides Bonaparte, 1969 (1 вид)
    - Род Scutarx Parker, 2016 (1 вид)
    - Триба Desmatosuchini Parker, 2016
      - Род Desmatosuchus Case, 1920 (2 вида)
      - Род Gorgetosuchus Heckert et al., 2015 (1 вид)
      - Род Longosuchus Hunt & Lucas, 1990 (1 вид)
      - Род Lucasuchus Long & Murry, 1995 (1 вид)
      - Род Sierritasuchus Parker et al., 2008 (1 вид)

  - Подсемейство Stagonolepininae Heckert & Lucas, 2000
    - Род Polesinesuchus Roberto-da-Silva et al., 2014 (1 вид)

В подсемейство Aetosaurinae включают 2 таксона в статусе nomen dubium: Argentinosuchus Casamiquela, 1960 и Argentinosuchus bonaparte Casamiquela, 1960.